# تیمنک سفلی
 تیمنک سفلی ، روستایی است از توابع بخش مرکزی شهرستان تربت جام در استان خراسان رضوی.
این روستا در دهستان جلگه موسی آباد قرار دارد و بر اساس سرشماری سال1397 جمعیت آن(250خانوار 1500نفر
بوده‌است.